# Muskeg River 20C
Muskeg River 20C är ett reservat i Kanada.   Det ligger i provinsen Saskatchewan, i den centrala delen av landet, 2 100 km väster om huvudstaden Ottawa.
I omgivningarna runt Muskeg River 20C växer i huvudsak barrskog. Trakten runt Muskeg River 20C är nära nog obefolkad, med mindre än två invånare per kvadratkilometer.